# West Indies Associated States
West Indies Associated States era il nome collettivo di sei isole nei Caraibi orientali il cui status è cambiato da colonie britanniche a stati in libera associazione con il Regno Unito nel 1967. Questi stati erano Antigua, Dominica, Grenada, Saint Christopher-Nevis-Anguilla, Santa Lucia e Saint Vincent.
Il carattere di Stato associato tra questi sei territori e il Regno Unito è stata determinato dal West Indies Act 1967. Ai sensi della legge ogni stato aveva il pieno controllo sulla propria costituzione (e quindi sull'autogoverno interno), mentre il Regno Unito manteneva la responsabilità degli affari esterni e della difesa. Il monarca britannico rimase capo di stato, ma il governatore ora aveva solo poteri costituzionali e spesso era un cittadino locale. Molti si sono mossi per cambiare le loro bandiere da versioni modificate della Blue Ensign a design unici, con tre - St. Vincent, St. Kitts-Nevis-Anguilla e Grenada - che hanno adottato bandiere blu, verdi e gialle.
Durante il periodo di libera associazione, tutti gli stati hanno partecipato al Consiglio dei ministri degli Stati associati delle Indie occidentali, al mercato comune dei Caraibi orientali e all'Associazione di libero scambio dei Caraibi (CARIFTA) (ora sostituita dalla Comunità dei Caraibi). La cooperazione tra gli stati dei Caraibi orientali è continuata dopo che gli Stati associati alle Indie occidentali hanno ottenuto l'indipendenza separata, sotto forma dell'Organizzazione degli Stati dei Caraibi orientali (l'organizzazione che è stata creata in conseguenza).
| Associated state                                                    | Inizio associazione | Fine associazione   |
| ------------------------------------------------------------------- | ------------------- | ------------------- |
| Antigua*                                                            | 27 febbraio 1967    | 1 novembre 1981     |
| Dominica                                                            | 1 marzo 1967        | 3 novembre 1978     |
| Grenada                                                             | 3 marzo 1967        | 7 febbraio 1974     |
| Saint Kitts e Nevis con il nome di Saint Christopher-Nevis-Anguilla | 27 febbraio 1967    | 19 settembre 1983** |
| Saint Lucia                                                         | 1 marzo 1967        | 22 febbraio 1979    |
| Saint Vincent                                                       | 27 ottobre 1969     | 27 ottobre 1979     |

*sineddoche per indicare Antigua e Barbuda; **Anguilla lasciò ufficialmente l'Unione di St Kitts-Nevis-Anguilla il 29 ottobre 1980 e rimase un territorio britannico, lasciando St Kitts e Nevis per raggiungere lo status di piena responsabilità all'interno del Commonwealth britannico.
Nel corso del tempo, gli stati associati sono passati alla piena indipendenza, la prima è stata Grenada nel 1974. Questa è stata seguita da Dominica nel 1978, Santa Lucia e Saint Vincent entrambe nel 1979, Antigua e Barbuda nel 1981 e Saint Kitts e Nevis nel 1983.
I movimenti verso l'indipendenza non sono stati sempre fluidi, con movimenti o campagne separatiste che si sono verificati a Barbuda, Nevis e Anguilla. Ad Anguilla, ciò ha portato alla secessione di Anguilla da Saint Kitts-Nevis-Anguilla nel 1969 e al suo ritorno al dominio britannico come colonia separata. Durante gli anni '70, il consiglio locale di Nevis desiderava seguire l'esempio di Anguilla, piuttosto che diventare indipendente con Saint Kitts; tuttavia, il Regno Unito era contrario a che Nevis diventasse una colonia separata e alla fine la federazione di Saint Kitts e Nevis divenne indipendente nel 1983. A Barbuda, ci fu una campagna per l'indipendenza separata da Antigua, ma non ebbe successo. Tutti gli ex stati associati continuarono a mantenere la monarchia britannica e divennero regni del Commonwealth, ad eccezione della Dominica.